# Apple Pencil
Apple Pencil é uma caneta stylus desenvolvida pela Apple com suporte em certos tablets iPads. A Apple Pencil foi anunciada em 9 de Setembro de 2015, com o lançamento marcado para Novembro do mesmo ano.
A primeira geração do Apple Pencil foi anunciada junto com o primeiro iPad Pro em 9 de setembro de 2015. A caneta se comunica sem fio por Bluetooth e possui uma tampa removível que esconde um conector Lightning usado para carregamento. A Pencil é compatível com os modelos iPad Pro de primeira e segunda geração e todos os outros modelos de iPads lançados a partir de 2018 e que possuem a porta Lightning.
A segunda geração do Apple Pencil foi anunciada em 30 de outubro de 2018 junto com o iPad Pro (3ª Geração). Ela usa um conector magnético na lateral do tablet para carregar, substituindo o conector Lightning, e inclui algumas áreas sensíveis ao toque que podem ser aproveitadas para executar ações dentro de aplicativos suportados. É compatível com todos os iPads com uma porta USB-C, incluindo o iPad Air (2020).

## Descrição
A Apple Pencil é sensível à pressão e possui detector de ângulos, consistindo num dispositivo Bluetooth que pode comunicar em simultâneo com o ecrã e o sistema por debaixo do mesmo. A Apple Pencil detecta a força, permitindo, por exemplo, que se desenhem traços mais escuros ou brilhantes numa aplicação de desenho, dependendo da força com que o utilizador prime a caneta digital. A redução da latência permite desenhos suaves usando o dispositivo. O iPad Pro permite ainda o uso simutâneo da Apple Pencil e dos dedos, rejeitando as entradas da palma da mão. Uma das extremidades da Apple Pencil tem uma capa removível, debaixo da qual está uma ligação macho que permite o carregamento da bateria do dispositivo.

## Finalidade
A Apple Pencil foi concebida para trabalhos criativos dos artistas profissionais. Torna mais fácil o desenho electrónico no iPad Pro. Contudo, as entradas por toques de dedo continua a ser o principal mecanismo de interacção com o iPad Pro. Durante o Evento da Apple de Setembro de 2015, a marca demonstrou desenho na aplicação móvel Adobe Creative Suite,  e a anotação de um documento do Microsoft Office, com a Apple Pencil.

## Oposição de Steve Jobs às canetas
Desde que Steve Jobs se tornou director-executivo da Apple em 1997, ele efectuou vários comentários sobre canetas para ecrãs tácteis resistivos. Quando Steve Jobs descontinuou o Apple Newton, que usava uma caneta, disse:
"Deus deu-nos 10 canetas (nota: os dedos) Não inventemos outra."
Steve Jobs expressou a sua oposição a uma caneta como mecanismo principal de entrada para o iPhone na Conferência MacWorld 2007, mostrando a sua preferência pela entrada através dos dedos. Em 2010, aprofundou a explicação sobre a sua opinião acerca das canets, dizendo que "se virem uma caneta, eles falharam." O iPad Pro tem um ecrã táctil capacitivo e a posição da Apple sobre as canetas mudou bastante desde os comentários passados de Steve Jobs.